# الجمعية السعودية الخيرية لمرضى الإيدز
الجمعية السعودية الخيرية لمرضى الإيدز (بالإنجليزية: Saudi Charity Association for AIDS Patients)‏ هي مؤسسة مجتمع مدني في المملكة العربية السعودية، تهدف إلى التوعية بمرض نقص المناعة المكتسب (الإيدز)، وتقديم الدعم الصحي والاجتماعي والنفسي للمصابين، بالإضافة إلى العمل على إزالة الوصمة الاجتماعية المرتبطة بالمرض.

## النشأة والتنظيم
تأسست الجمعية بقرار من وزير الشؤون الاجتماعية في المملكة العربية السعودية بتاريخ 1429/9/22هـ، وتم تسجيلها رسميًا في سجل الجمعيات الخيرية تحت رقم (436). يقع مقرها الرئيسي في محافظة جدة، وتشمل منطقة خدماتها منطقة مكة المكرمة. نُشر نظامها الأساسي في جريدة أم القرى (العدد 4233) بتاريخ 28/12/1429هـ. انتُخب أول مجلس إدارة للجمعية من قبل 39 عضوًا مؤسسًا، يمثلون نصف عدد المؤسسين. 
بدأت الجمعية نشاطها مطلع عام 1430هـ بإقامة ورشة عمل توعوية استهدفت أكثر من 30 أسرة سعودية، بهدف إرشادهم إلى أساليب التعامل الصحيحة مع المصابين، وتقديم الدعم النفسي و الرعاية الصحية اللازمة لهم.

## رؤية الجمعية ورسالتها وأهدافها

### الرؤية
مجتمع سليم صحياً وسلوكياً وثقافياً.

### رسالة الجمعية
نشر الوعي الصحي عن الايدز. 
إزالة الوصمة عن المرض و تغيير الآراء المسبقة عنه.
تعديل السلوكيات غير الآمنة لدى الفئات الأكثر عرضة للإصابة .
دعم المصابين بالايدز وأسرهم ماديا واجتماعيا وصحيا ونفسيا.

### الأهداف
1. التوعية الصحية: نشر الوعي الصحي بين أفراد المجتمع حول الإيدز وطرق انتقاله والوقاية منه.
2. الدعم الصحي والاجتماعي: تقديم الخدمات الصحية، النفسية، والاجتماعية للمتعايشين مع فيروس الإيدز.
3. تعزيز المسؤولية المجتمعية: إقامة شراكات مع مختلف القطاعات لتعزيز المسؤولية الاجتماعية تجاه مرض الإيدز.
4. إيجاد حلول للمشكلات المادية والاجتماعية: دعم المصابين من خلال حلول مستدامة لمشكلاتهم المالية والاجتماعية.
5. التأهيل المهني: مساعدة المرضى على اكتساب المهارات المهنية عبر دورات تدريبية، ودعم مشاريع التوظيف لهم ولأفراد أسرهم.
6. دعم الزواج والتأهيل الأسري: تهيئة المتعايشين مع الإيدز نفسياً، اجتماعياً، ومادياً للزواج والحياة الأسرية.
7. تعزيز فرص التوظيف: توعية الجهات المعنية حول إمكانية وسلامة توظيف المصابين في وظائف لا تنقل العدوى.
8. البحث العلمي والوقاية: إجراء دراسات مجتمعية لتحديد مسارات انتشار الفيروس، وتنفيذ برامج للحد منه.

## برامج الجمعية

### برنامج التوعية الصحية
نشر الوعي الصحي بين أكبر شريحة في المجتمع والتعريف بطرق الإصابة بالإيدز وأساليب الوقاية منه ويشمل أيضا توعية المتعايشين مع الفيروس لمنع انتقال العدوى إلى الآخرين من الشركاء كما يشمل أيضا مشاركة المتعايشين في برامج التوعية والدعم النفسي للمستجدين في الإصابة ولأفراد المجتمع.

### برنامج دعم وكفالة اسر المصابين بالإيدز
توفير احتياجات أسر المصابين وكفالة من لا يوجد عائل له سواء الأرامل أو المطلقات أو الأيتام وتحويلهم للضمان الاجتماعي.
(توزيع سلة غذائية شهرية للأسر- توفير كسوة للعيد من ملابس وألعاب - إقامة البرنامج الترفيهية في المناسبات - توفير بعض الأدوية والعلاجات لعدد من الأسر وتوفير مواد التعقيم والتطهير اللازمة للتعامل مع سوائل الجسم لمنع  انتقال الإصابة - الإعداد للمناسبات السنوية وتوفير الاحتياج لكل منها مثل: (توفير الملزمة الدراسية - أضحية الحج - سفرة رمضان - أداء مناسك الحج والعمرة لمن يرغب ).

### برنامج تدريب وتوظيف المصابين وأسرهم
تأهيل المصابين وأفراد أسرهم وتدريبهم للتمكن من الالتحاق بالوظائف التي تكفل لهم المدخول المادي والعيش الكريم وكذلك أيضا توفير القروض الصغيرة التي تساعدهم على إقامة المشاريع التي تدر عليهم العائد المادي الثابت.

### برنامج دعم المصابين صحيا ونفسيا واجتماعيا
تقديم الدعم النفسي والصحي والاجتماعي للمتعايشين مع فيروس الإيدز حيث يتم شهرياً عقد جلسات دعم نفسي واجتماعي  للمتعايشين وفق آلية معينة بهدف الترويح عن النفس والتخلص من الضغوط النفسية.

### برنامج التزويج
يهدف البرنامج إلى التوفيق بين الحالات المصابة المتقدمة للزواج بحسب رغبة الطرفين وذلك في إطار اجتماعي وطبي تتعاون فيه الجمعية مع مركز المعالجة لإخضاع المتقدمين الراغبين في الزواج لفحوصات طبية لمعرفة مدى توافق الحالات مع بعضها البعض.

### برنامج البحوث المجتمعية
ويتضمن دراسة مسار الإيدز داخل المجتمع وطرق الانتشار والفئات المستهدفة والطرق المثلى للمكافحة وعكس مسار المرض داخل المجتمع.

## اقرأ أيضاً
- الصحة في السعودية
- الإيدز والعدوى بفيروسه في السعودية
- قائمة الجمعيات الخيرية في السعودية